# Université des sciences appliquées de Carélie du Nord
L'université des sciences appliquées de Carélie du nord (en finnois : Pohjois-Karjalan ammattikorkeakoulu) est un établissement d'enseignement supérieur et de recherche situé à Joensuu en Finlande. Elle a environ 4 000 étudiants et 450 employés. Elle offre 20 filières diplômantes.

## Anciens étudiants
- Rakel Liekki